# InstApp
Az InstApp egy online elérhető keretrendszer, amely segítségével bárki elkészítheti saját Android-, iOS- és Windows 8-alkalmazását. A szolgáltatás először 2012 júliusában jelent meg a piacon kifejezetten rendezvény appok létrehozására szolgáló keretrendszerként. A megjelenését követő 5 hónapban több mint 1500 alkalmazást készítettek el az oldalon világszerte.
2012 novemberében megjelent az InstApp 2.0., amely már 4 nyelven elérhető a felhasználók számára. Ezentúl egyedi sablonokat kínál több vállalkozás típus, szervezet és közösség számára:  hotelek, éttermek, vállalkozások, sportcsapatok, rendezvények, fitnesz termek, oktatási intézmények, együttesek. 
A keretrendszer segítségével készített alkalmazásokat publikálhatóak a Google Play-en, az App Store-ban és a Windows Store-ban.

## A fejlesztőkről
Az Attrecto Zrt. a legnagyobb okostelefon alkalmazások fejlesztésével foglalkozó cég Magyarországon. Három divízióval rendelkezik: alkalmazások fejlesztése, oktatás, mobil stratégiai tanácsadás. 2009-ben történt megalakulása óta az Attrecto olyan ügyfelekkel dolgozott együtt, mint az Audi, a Vodafone, a Siemens, az SAP és a Magyar Vöröskereszt.